# Johann Friedrich Fritz

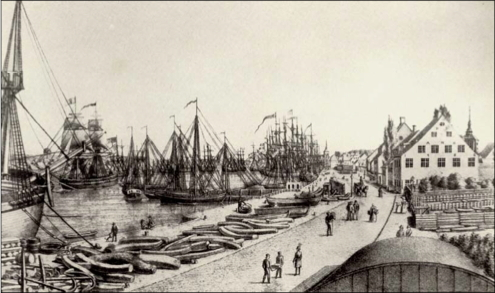
Flensburg Schiffsbrücke 1833, Lithografie

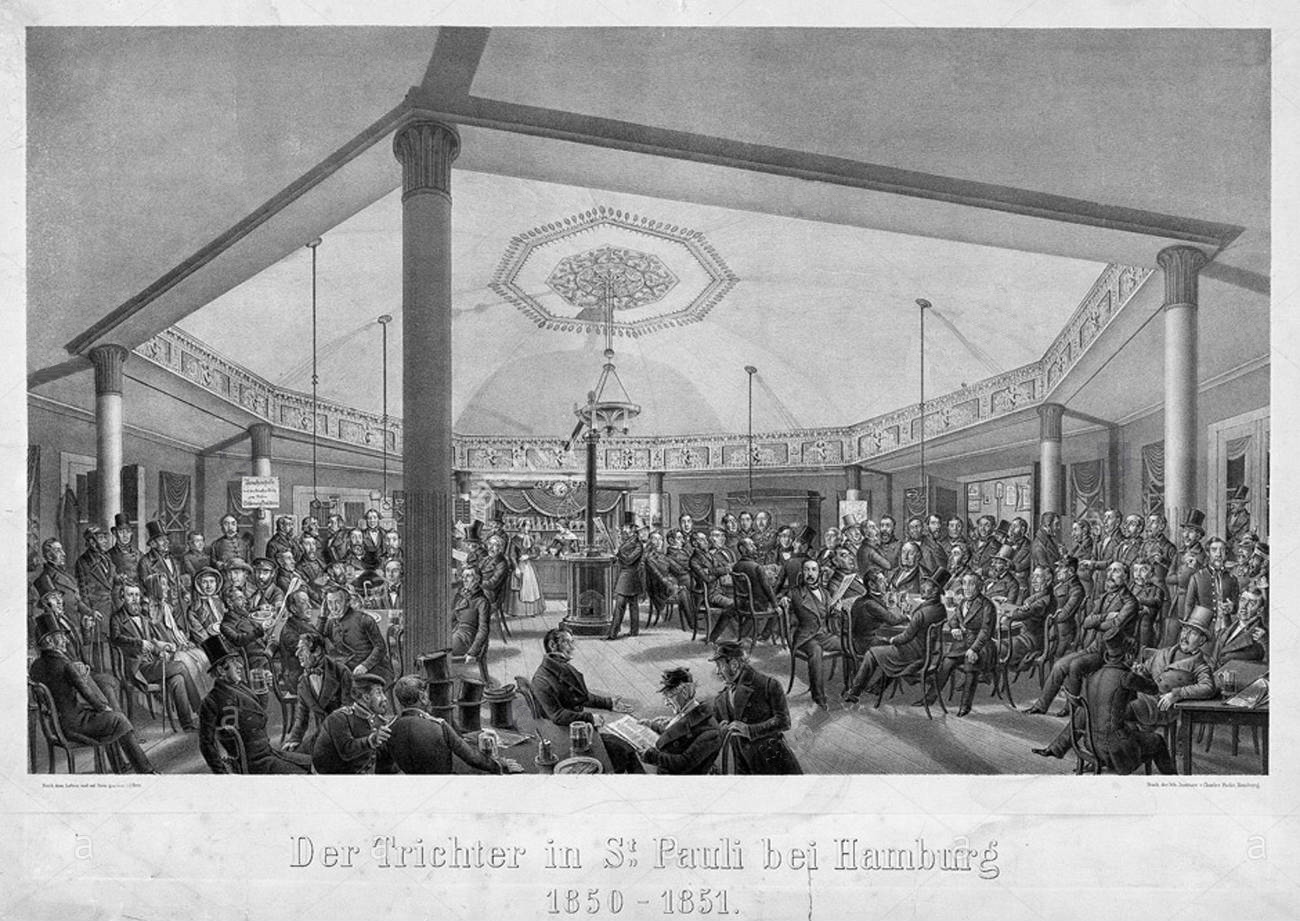
Der Trichter in St. Pauli bei Hamburg 1850-1851, Lithografie

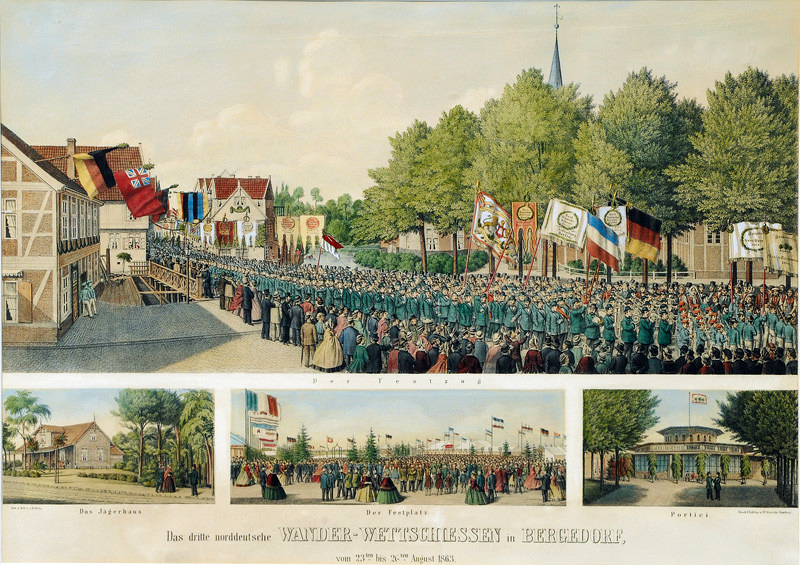
Das dritte norddeutsche Wettschiessen 1863, Lithografie

Johann Friedrich Fritz (* 31. Juli 1798 in Wandsbek (Holstein); † 1. März 1870 in Altona (Preußen)) war ein deutscher Maler und Lithograf.

## Leben
Johann Friedrich Fritz, Sohn eines vermutlich aus Bayern stammenden Ofenfabrikanten, war spätestens ab 1819 Schüler des Hamburger Malers und Radierers Christopher Suhr, der ihn wohl auch in der damals neuen Technik der Lithographie unterrichtete, sein frühestes erhaltenes Werk, vermutlich 1819 entstanden, ist eine Porträt des türkischen Gesandten Ismael Gibraltar nach einer Zeichnung von Suhr. Ab dem 21. Juni 1821 studierte er Historienmalerei an der Königlichen Akademie der Künste in München und ab Ende 1823 an der Königlich Dänischen Kunstakademie in Kopenhagen. Dort nahm er 1824 bis 1826 an den jährlichen Ausstellungen teil. Noch in Kopenhagen ersuchte er im April 1826, in Flensburg mit dem dortigen Bürger Hans Peter Behrens eine Steindruckerei (lithographische Anstalt) zu gründen („Flensburger Steindruck von Behrens & Fritz“). Die Firma war ab 1828 erfolgreich. Neben Geschäftspapieren wurden Kunstblätter, Porträts und Ansichten gedruckt. Ab 1828 war die Firma an dem Projekt einer Sammelmappe mit 34 Lithografien nach den Tuschpinselzeichnungen von Conrad Christian Bøhndels nach dem Bordesholmer Altar beteiligt. 1828 heiratete er Johanne Cecilie Mariane von Neuendahl.
1837/38 schied Behrens aus der Firma aus, die sich nun „Steindruck von J. F. Fritz“ nannte. Wirtschaftlich ging es ihr immer schlechter. Nach der gescheiterten Schleswig-Holsteinischen Erhebung 1848 musste Fritz Flensburg verlassen und ging zunächst nach Rendsburg und um 1850 nach Altona. Dort war er gelegentlich für die lithografische Anstalt von Charles Fuchs tätig, eine eigene Firma eröffnete er nicht wieder. Nach eigener Darstellung betrieb er ein fotografisches Atelier in der Neustädter Fuhlentwiete Nr. 66 in Hamburg. Die Kenntnis dazu hatte er in Paris erlernt. Er zeigte seine Aufnahmen in Altona.

## Werke
Von ihm ist nur ein einziges Gemälde bekannt
- Gruppe von griechischen, armenischen und türkischen Kaufleuten in einem Wiener Kaffeehaus, 1824, Kopenhagen, Statens Museum for Kunst[4]